# Cordiaceae
Cordiaceae,  porodica u redu Boraginales, ponekad kao potporodica Cordioideae, i dio porodice boražinovki. Sastoji se od dva roda, a ime je došlo po veoma rasprostranjenom rodu kordija (Cordia), kojemu pripada preko 240 vrsta grmova i drveća iz Latinske Amerike, Afrike, jugu Azije i Australiji.

## Rodovi
1. Cordia L.   (222 spp.)
2. Varronia P.Browne[3] (151 spp.)